# Mesosetum compressum
Mesosetum compressum är en gräsart som beskrevs av Jason Richard Swallen. Mesosetum compressum ingår i släktet Mesosetum och familjen gräs. Inga underarter finns listade i Catalogue of Life.